# Vasilij Vasiljevič Věreščagin
Vasilij Vasiljevič Věreščagin (rusky Василий Васильевич Верещагин; 14.jul./ 26. října 1842greg. v Čerepovci, zemřel 31. březnajul./ 13. dubna 1904greg. na moři v blízkosti Port Arthuru) byl ruský malíř a spisovatel. Náměty svých obrazů čerpal na cestách po Turkestánu, Kyrgyzstánu, západní Číně, Indii  i Kubě. Nejslavnější jsou díla z rusko–turecké války a Turkestánu, zachycující jeho dojmy z válečných tažení. Byl představitelem realismu, ve kterém detaily tvorby byly spojeny s ideou obrazu. Bývá nazýván malířem válečné pravdy. Zobrazoval skutečnou válku bez příkras, do svých obrazů vložil myšlenky a city, které vedly k zamyšlení nad směřováním lidské civilizace. 
Byl mladším bratrem vědce a průmyslníka Nikolaje Vasiljeviče Věreščagina (1839–1907). 

## Život a dílo
Věreščagin se narodil v rodině statkáře, příslušníka starobylého šlechtického rodu a z matčiny strany byl tatarského původu. Dětství prožil na otcovském statku Pertovce. Měl jedenáct sourozenců, ale čtyři z nich zemřeli v dětství. Tři bratři se dali na vojenskou kariéru a  Vasilije přihlásil otec již v osmi letech do námořní přípravky v Carském Selu. V roce 1853 nastoupil do námořní kadetní školy v Petrohradě a současně navštěvoval kreslířské kurzy. Školu ukončil jako premiant v roce 1860 v hodnosti praporčíka, ale požádal o uvolnění z armády a  odešel studovat na  Imperiální akademii umění (Императорская Академия художеств). Zaměření výuky na klasickou malbu a mytologická témata ho neuspokojovalo, dával přednost realismu.  V roce 1863 školu opustil a uskutečnil první studijní cestu na Kavkaz, během které namaloval sérii skic a obrázků  nejrůznějších žánrů.

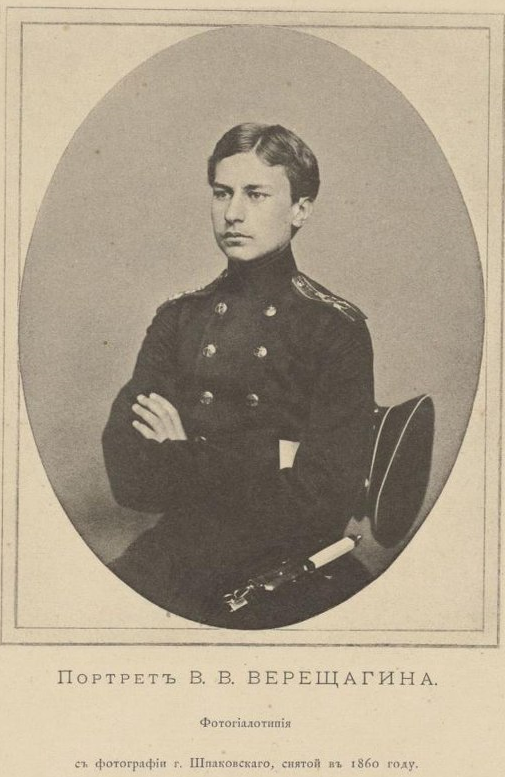
Věreščagin jako námořní kadet (1860)

V roce 1864 odešel studovat do Paříže, kde se učil na École des Beuax-Arts u francouzského malíře Jeana-Léona Gérôma. V roce 1866 oficiálně ukončil studium na akademii umění v Petrohradě.
V roce 1867 se vypravil do Turkestánu jako účastník ruské vojenské výpravy generála Kaufmana. Za svou účast v bojích o dobytí Samarkandu byl vyznamenán řádem sv. Jiří. Na začátku roku 1869 uspořádal s pomocí Kaufmana v Moskvě výstavu, na které vystavoval své studie a kresby  z pobytu  v Taškentu, Samarkandu, v kazašských stepích a Turkestánu. Zachytil na nich současný život a zvyky národů střední Asie. 
V roce 1871 se Věreščagin přestěhoval do Mnichova a začal pracovat na žánrových obrazech založených na orientálních námětech (např. Prodej chlapce nevolníka, Poživatelé opia). Velký ohlas v Evropě i Rusku měla série obrazů z Turkestánu, na kterých zachytil i své osobní zkušenosti z válečných operací a utrpení lidí během války. Obrazy Smrtelně zraněný, Ať jen vejdou a Vešli vyjadřovaly bezprostřední dojmy z  obrany samarkandské pevnosti.  Patří sem i jeden z jeho nejvýznamnějších obrazů Apoteóza války (původní název Triumf Tamerlánův, 1871) z cyklu Barbaři, který odsuzuje  všechny dobyvačné války a barbarství despotických vládců. Výstava v Petrohradě na jaře 1874 údajně vzbudila nelibost cara Alexandra II. i jeho okolí. Věreščagin byl vojenskými kruhy  obviňován z anti-vlastenectví a sympatií k nepříteli a několik obrazů z výstavy zničil (mezi nimi i obraz Vešli). Celou turkestánskou sérii, čítající 13 olejomaleb, 81 skic a 133 kreseb,  zakoupil do své sbírky  P.M.Treťjakov (za 92000 rublů).
Během následujících dvou let procestoval Britskou Indii a na jaře 1876 se vrátil do Paříže. Ze svých cest si přivážel množství studií přírody, památek i místních obyvatel, které byly materiálem k obrazům, ale měly i svou uměleckou hodnotu. Ve svém speciálně postaveném ateliéru v Maisons–Laffitte začal pracovat na prvních obrazech cyklu Indická báseň. Po vyhlášení rusko-turecké války se přihlásil do armády.  V červnu 1877 byl Věreščagin těžce raněn do nohy, když se jako pozorovatel na torpédoborci zúčastnil útoku na turecký parník  na Dunaji.  Byl přímým účastníkem bitvy o průsmyk Šipka a obléhání Plevna, kde  padl jeho bratr Sergej. Dojmy z válečného tažení zpracoval  v řadě obrazů Balkánské série, která vznikla v Paříži v letech 1878–1891. S realistickou pravdivostí, která byla v rozporu s tehdejším oficiálním  způsobem zobrazování bitevních scén, ukázal celou tragédii války, útrapy vojáků i jejich statečnost (Panichida, Ležení na Šipce, Hroby na Šipce,  Před útokem, Po útoku, Zajatci, Vítězové a další). Balkánská bitevní série byla vystavována v letech 1879–1887 v hlavních uměleckých centrech Evropy (Londýn, Paříž, Vídeň, Brusel, Hamburk, Berlín Drážďany) a Věreščaginovi přinesla světovou proslulost. V Rusku byly obrazy vystaveny v letech 1880–1883. Výstavu v Petrohradě navštívilo během  čtyřiceti dnů na dvě stě tisíc lidí.
Po skončení rusko-turecké války dále cestoval, nejprve navštívil znovu Britskou Indii, poté cestoval po Sýrii a Palestině. Hledal nové náměty pro svou tvorbu, nechtěl již malovat bitevní scény.  Během tohoto období vytvořil novou sérii obrazů a skic dokumentárně etnografické povahy, většinou zobrazující krajiny a stavby související s biblickými legendami. V letech 1884–1885 namaloval trilogii s námětem poprav: Ukřižování za vlády Římanů, Rozstřílení děly v Britské Indii a Poprava spiklenců v Rusku, v nichž poukázal na krutost a nespravedlnost v různých historických obdobích.  
Po návratu se usadil na předměstí Moskvy ve vesnici Nižnije Kotly, kde si vybudoval velký dům s ateliérem. Vrátil se k  válečným námětům velkou sérií dvaceti obrazů z Napoleonova tažení do Ruska v roce 1812. Pracoval na ní s přestávkami 10 let. Kromě obrazů masových scén obsahuje i několik portrétů císaře Napoleona. V roce 1893 jezdil po městech (Rostov, Kostroma, Jaroslavl) a vesnicích ruského severu, kreslil typické chalupy, kostely a žánrové obrázky ze života prostých lidí (Řemeslník z Vologdy, Voják z Kostromy, Stará krajkářka, Vysloužilý šafář). Roku 1895 vyšla Věreščaginova kniha  Ilustrované autobiografie několika nevýznamných ruských lidí. 
V letech 1901–1903 navštívil i Filipíny, Spojené státy, Kubu a Japonsko. Z Japonska přinesl  mnoho vzorků japonského umění a řemesel, stejně jako asi dvacet žánrových a portrétních náčrtků, ve kterých je patrné neobvyklé ponoření do cizí kultury. V těchto skicách se také změnil jeho malířský styl: pečlivá kresba detailů ustoupila impresionistické hře barev (Šintoistický chrám v Nikku).

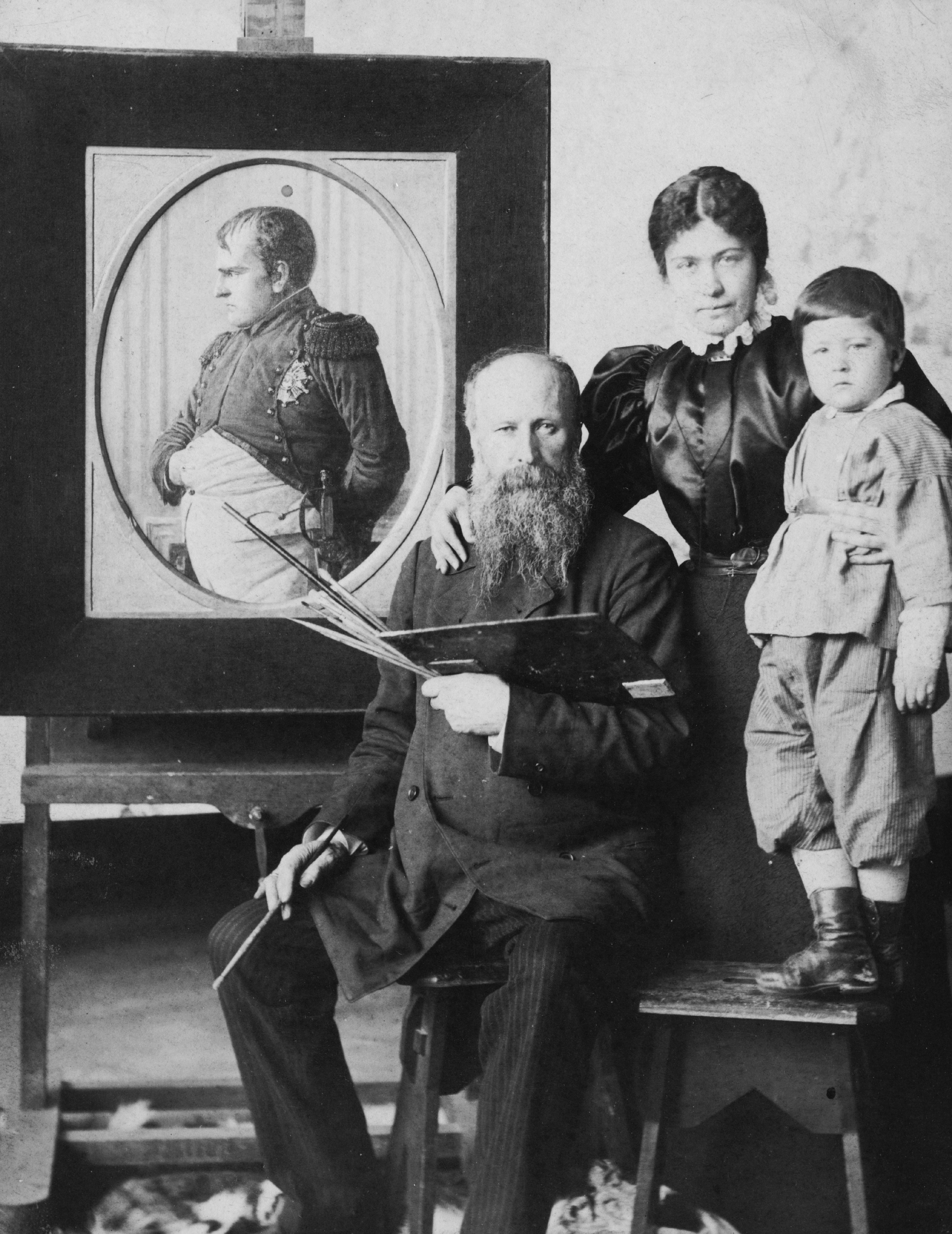
Věreščagin na fotografii s manželkou Lydií a synem Vasilijem

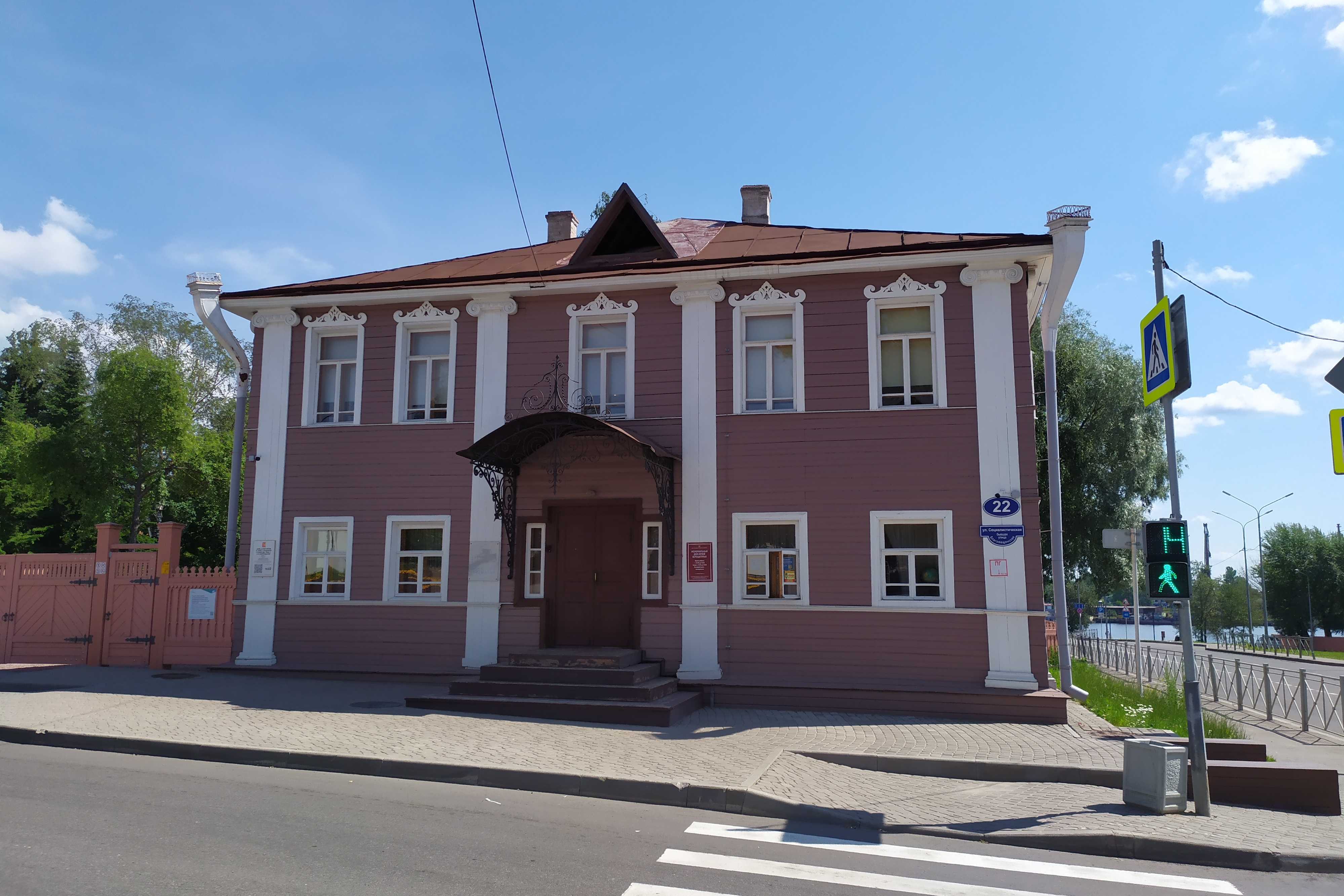
Věreščaginovo muzeum v Čerepovci

Po vypuknutí rusko-japonské války se Věreščagin opět vydal na frontu. Plavil se na bitevní lodi Petropavlovsk. Loď najela 31. března 1904 nedaleko Port Arthuru na miny, potopila se a Věreščagin spolu s většinou posádky zahynul. Jednou z jeho posledních prací je autoportrét, na němž se zobrazil společně s admirálem Makarovem. 
Věreščagin byl činný i literárně. Publikoval  zprávy o svých zážitcích z cest, knižně vyšly i vzpomínky na  dětství a dopisy. V češtině vyšla  v nakladatelství Otto již v roce 1904 jeho kniha Na vojně v Asii a v Evropě. 
V roce 1915 byla k jeho poctě přejmenována obec Vozněsenskaja na Vereščagino. Jeho jméno nese planeta  3410  objevená v roce 1978.  

### Soukromý život
V Mnichově roku 1871  začal žít se svou první ženou Elizabeth Marií Fischerovou (kvůli Věreščaginovu skeptickému postoji k církevním obřadům se vzali až v roce 1883 ve Vologdě). Rozvedli se v roce 1890.
Jeho druhou manželkou byla Lydia Vasiljevna Andrejevská, kterou potkal při cestě do USA v roce 1889, kde jako klavíristka doprovázela hudbou Věreščaginovy výstavy. Měli spolu 3 dcery a syna Vasilije (1892–1981), který žil v Čechách (Karlovy Vary).  Žili spolu  v domě blízko Moskvy, který si Věreščagin nechal postavit v ruském stylu  s velkým ateliérem podle vlastních návrhů. Po umělcově smrti byl dům prodán a později zbourán.  

## Galerie

Válečné náměty
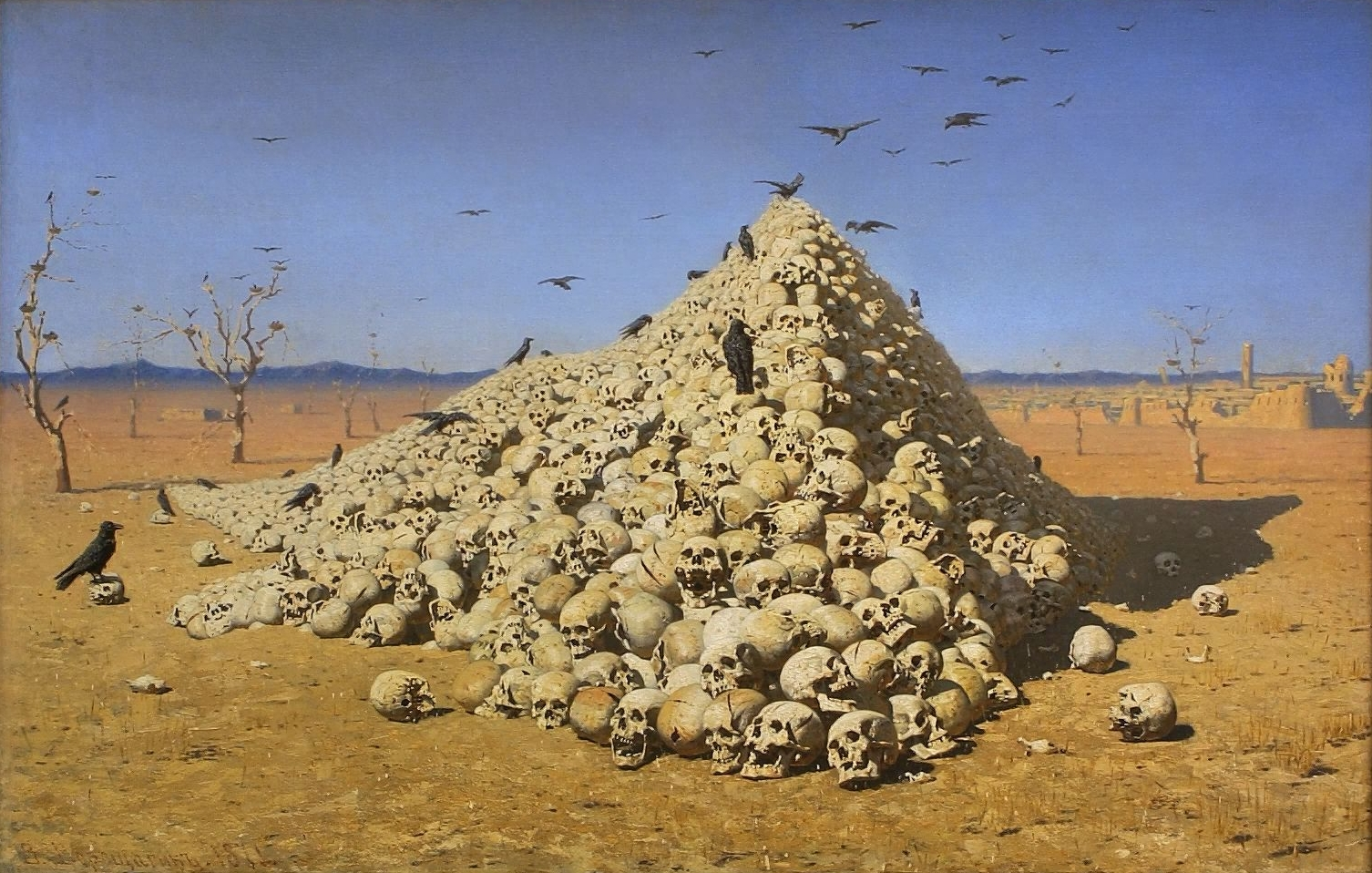
Apoteóza války (1871)
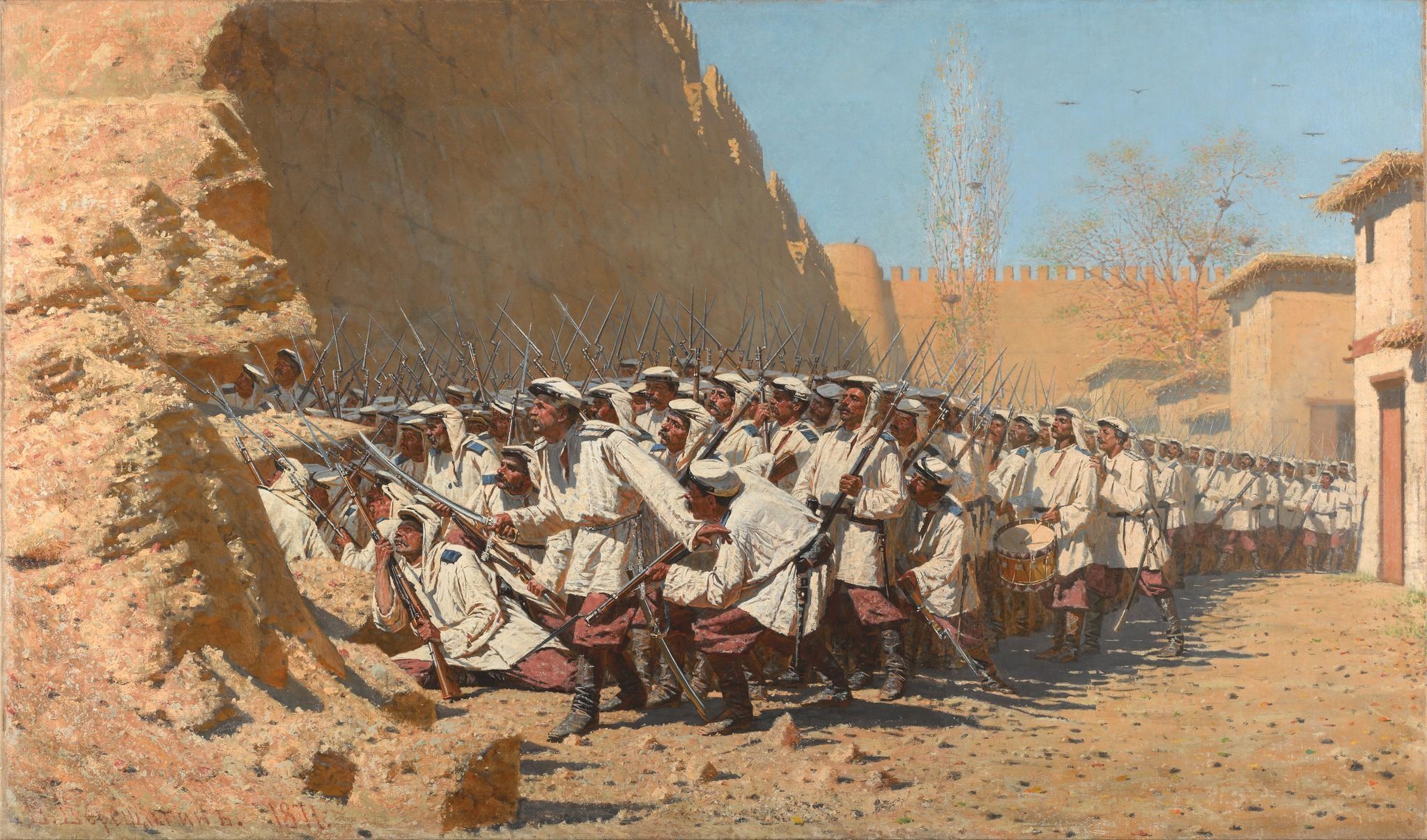
Obraz "Ať vejdou!" z roku 1871, připomínající dobytí Chivy ruskými vojsky
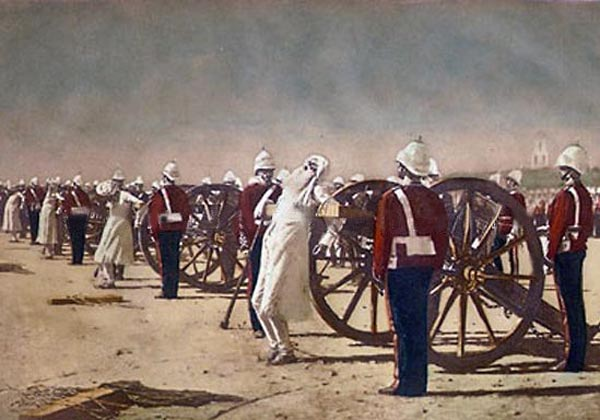
Věreščaginův obraz "Střílení z děl v Britské Indii", připomínající potlačení indického povstání Brity
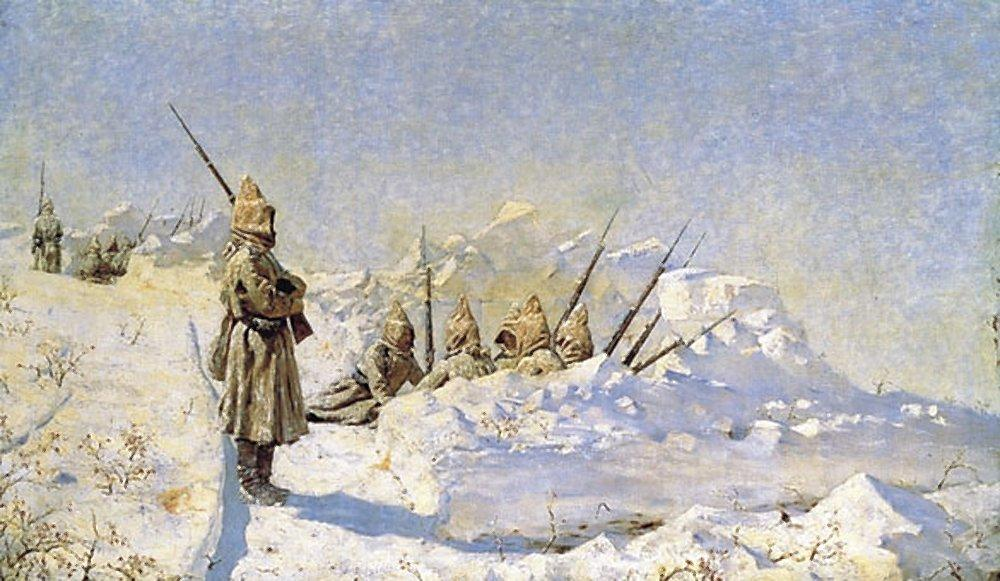
Věreščaginův obraz zachycující ruská postavení v průsmyku Šipka
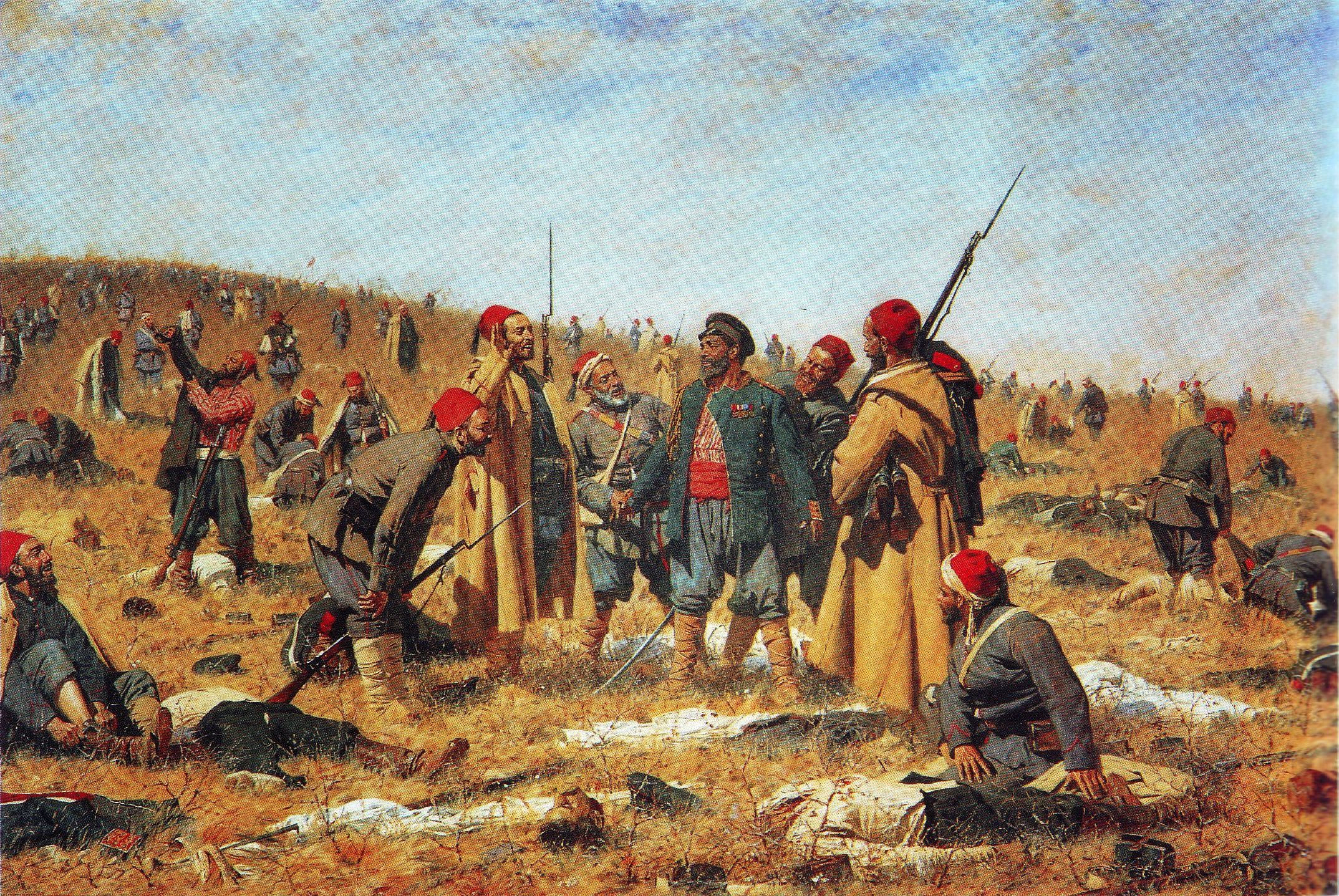
Vítězové (z Balkánské série)
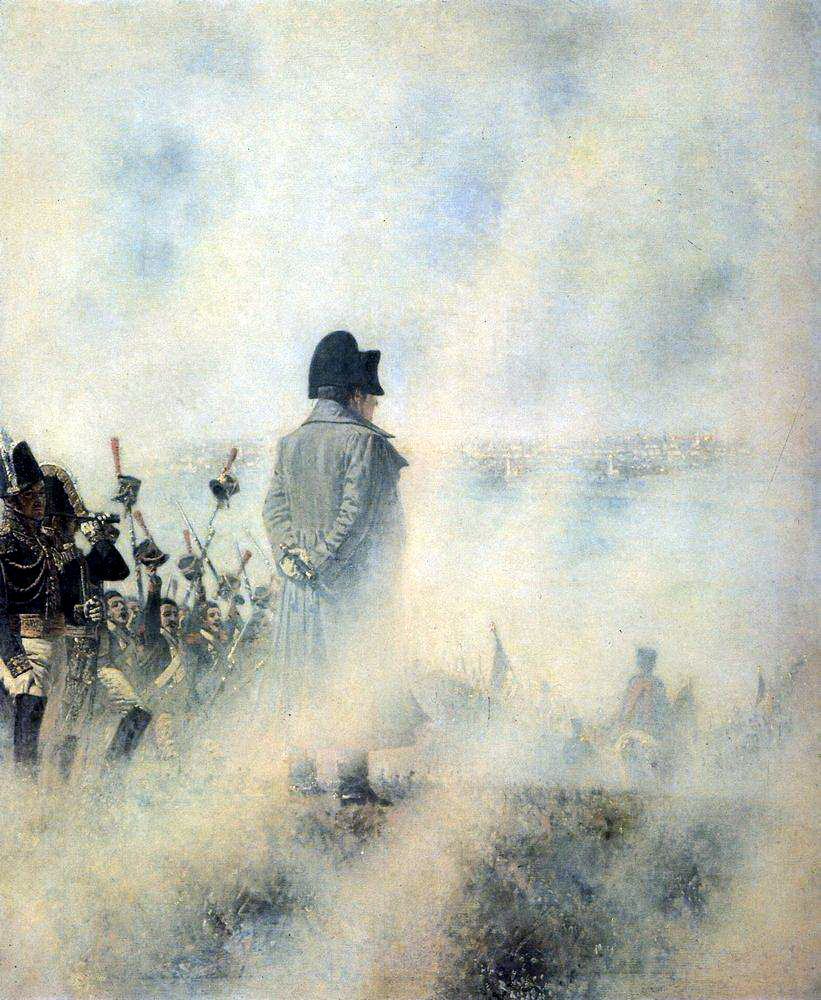
Napoleon před Moskvou očekává poselstvo bojarů

Žánrové malby a krajiny
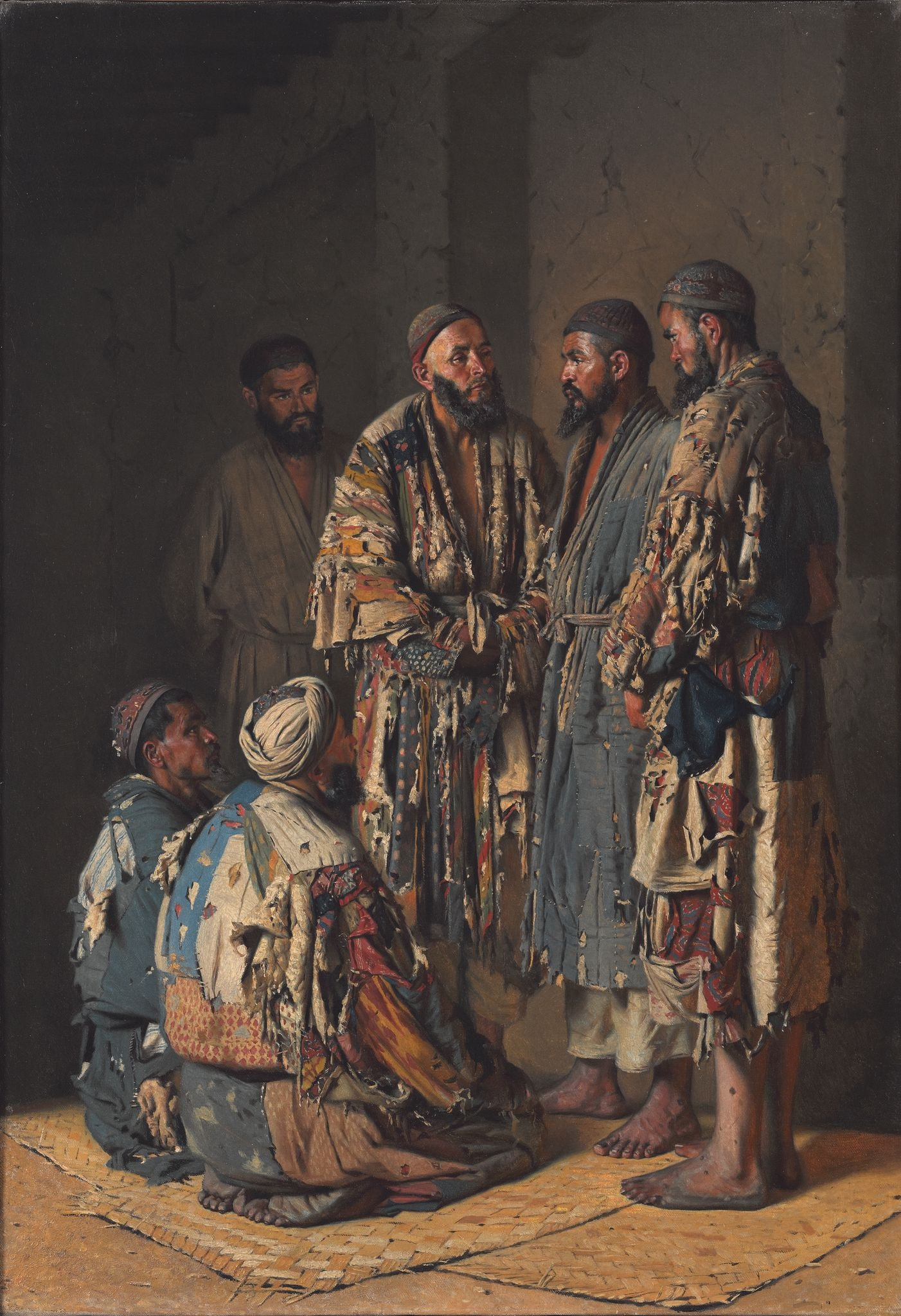
V obchodě s opiem (Taškent)
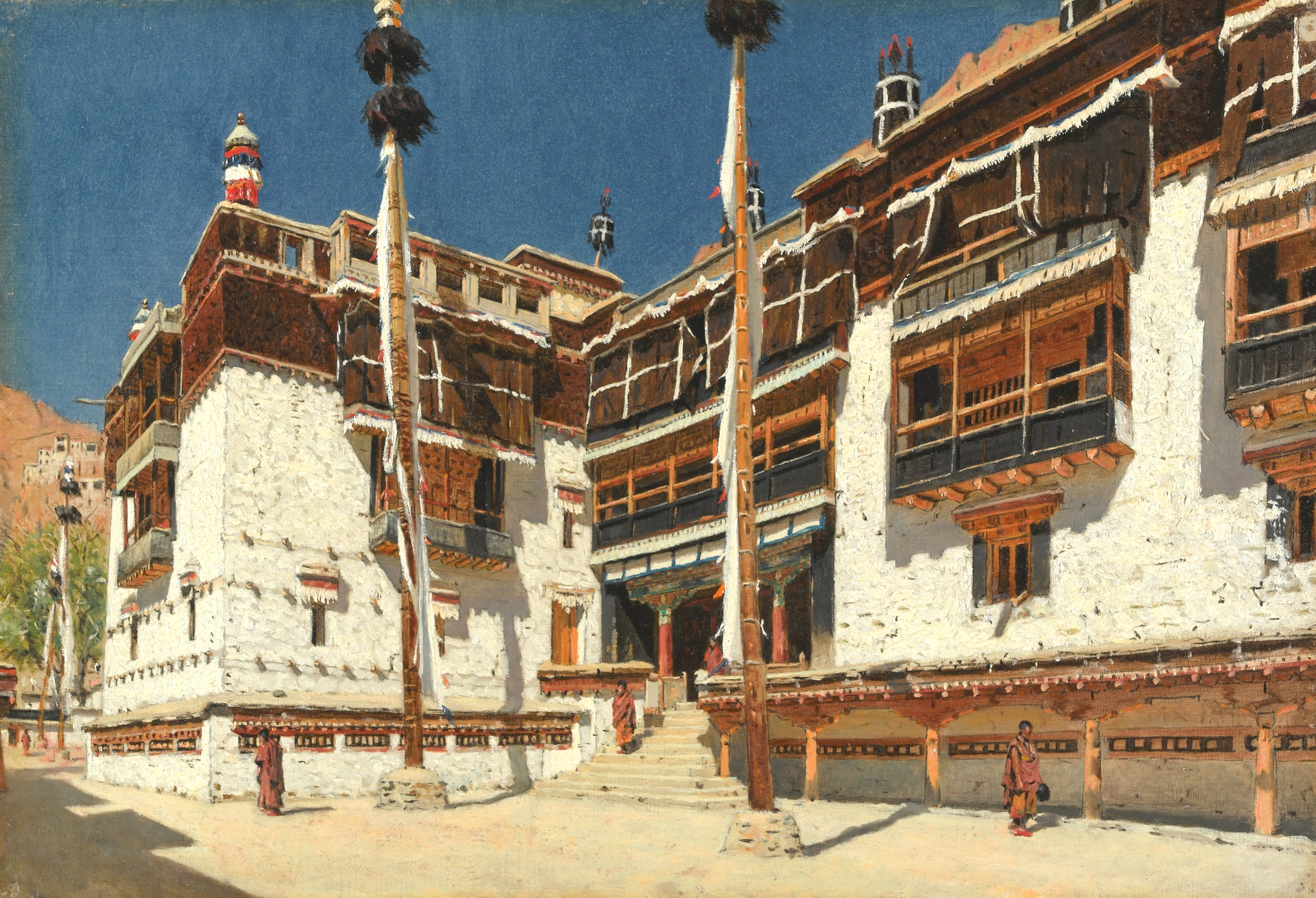
Klášter v Ladaku
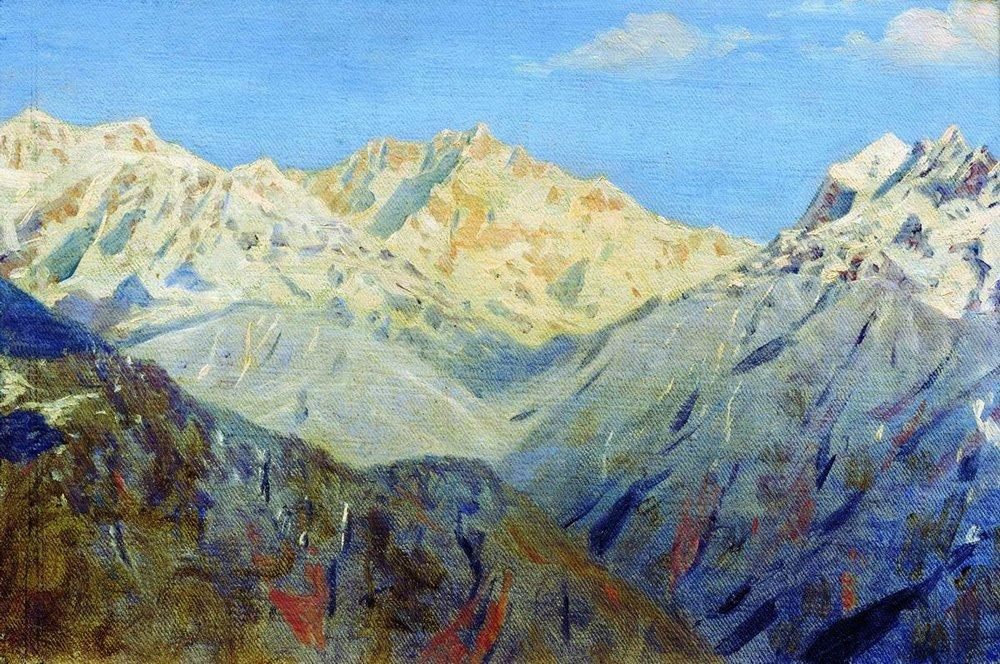
Himaláje z Dárdžilingu
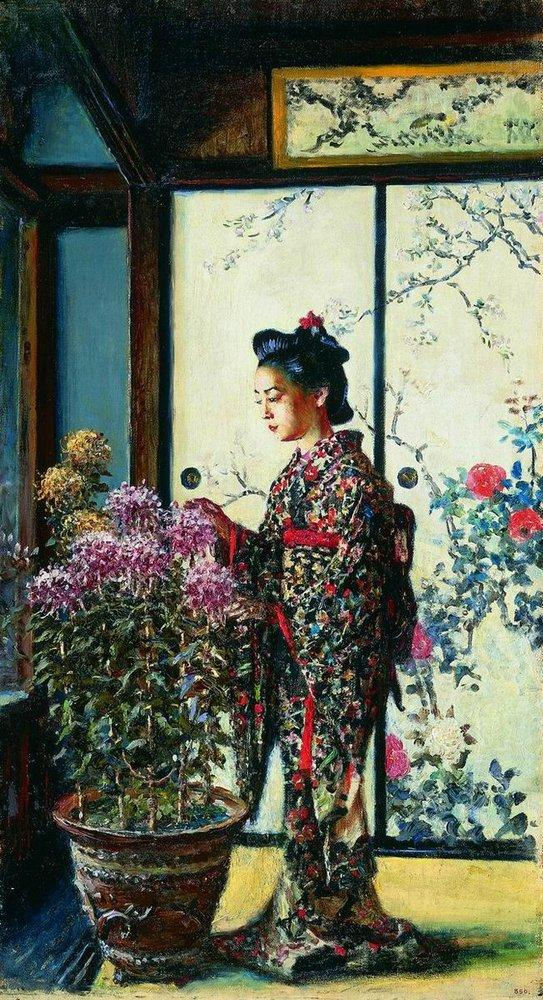
Japonka
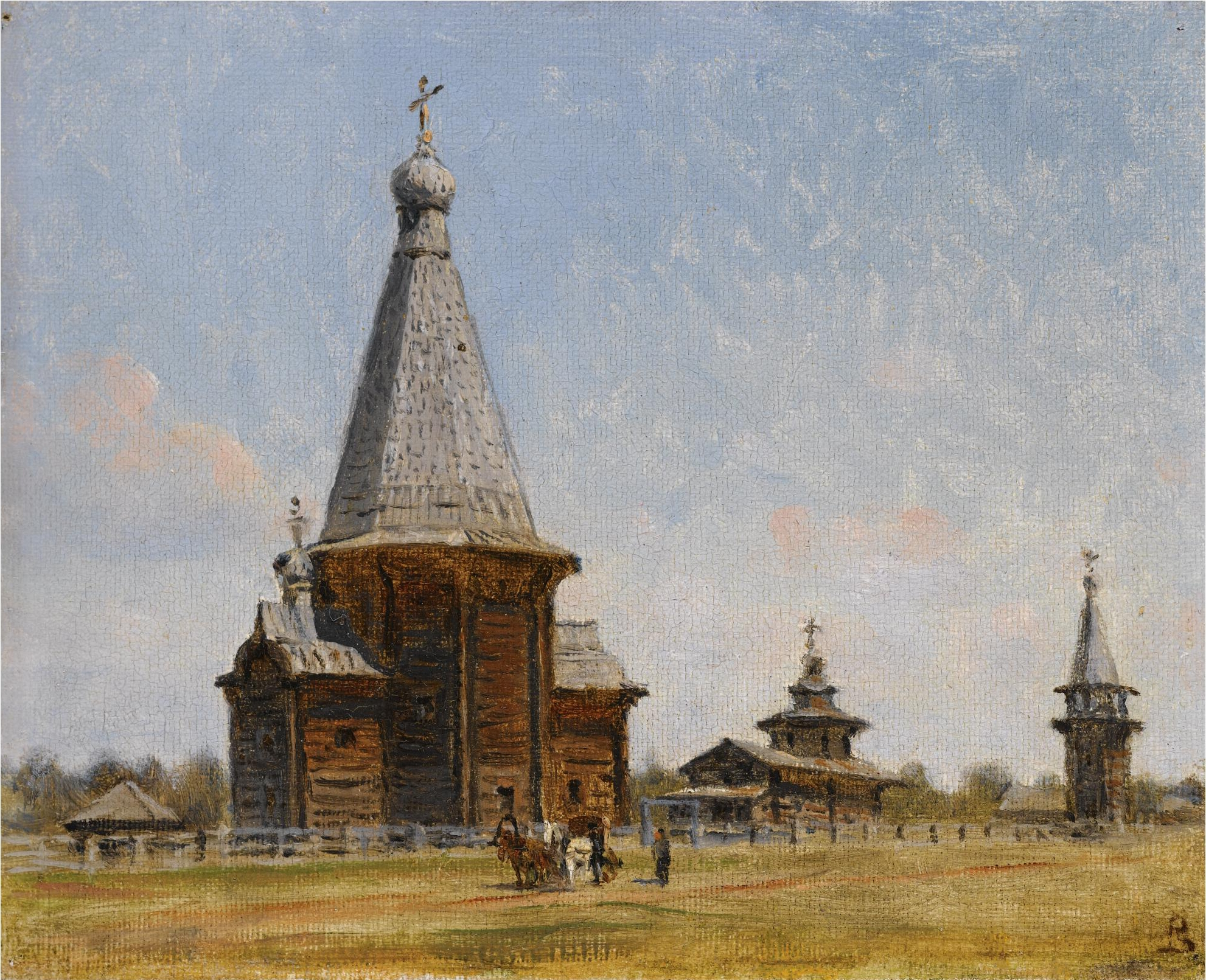
Venkovský ruský kostel
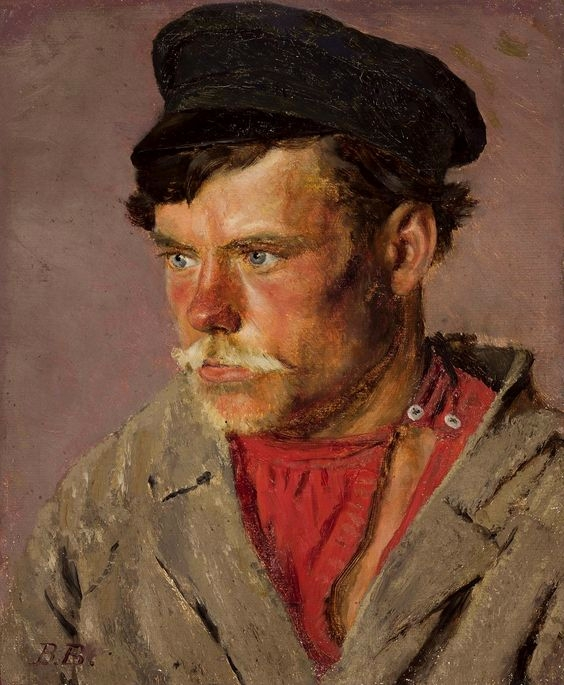
Portrét rolníka